# Indianastra
Genre
Indianastra est un genre d'étoiles de mer de la famille des Asterinidae.

## Diagnose
Cinq bras, pétaloïdes à subpentagonaux ; taille petite ; corps mince, couvert de téguments ; plaques interradiales abactinales et actinales en série longitudinale ; plaques abactinales profondément entaillées pour les papules, courtes en forme de croissant ; nombreuses séries longitudinales régulières de plaques avec des papules le long des côtés des rayons ; épinettes abactinales fines, vitreuses, discrètes, aciculaires à subsacciformes, peu nombreuses par plaque, en touffes ou en couverture sur la plaque, pas sur des crêtes ou des dômes surélevés, fragiles, facilement perdues ; pédicellaires parfois présents sur les papules ; plaques superomarginales avec des épines rares ou nues ; plaques inféromarginales avec des touffes denses sub-paxilliformes distales d'épines aciculaires, couvertes par un tégument ; plaques interradiales actinales en série longitudinale ; plaques avec de petits groupes d'épines sacciformes courtes et palmées ; absence de série de plaques superambulacrales, rares plaques simples distalement ; plaques superactinales sous forme d'entretoises de plaques simples.

## Liste des espèces
Selon World Register of Marine Species (15 janvier 2015) :
- Indianastra inopinata (Livingstone, 1933) -- Australie
- Indianastra sarasini (deLoriol, 1897) -- Australie

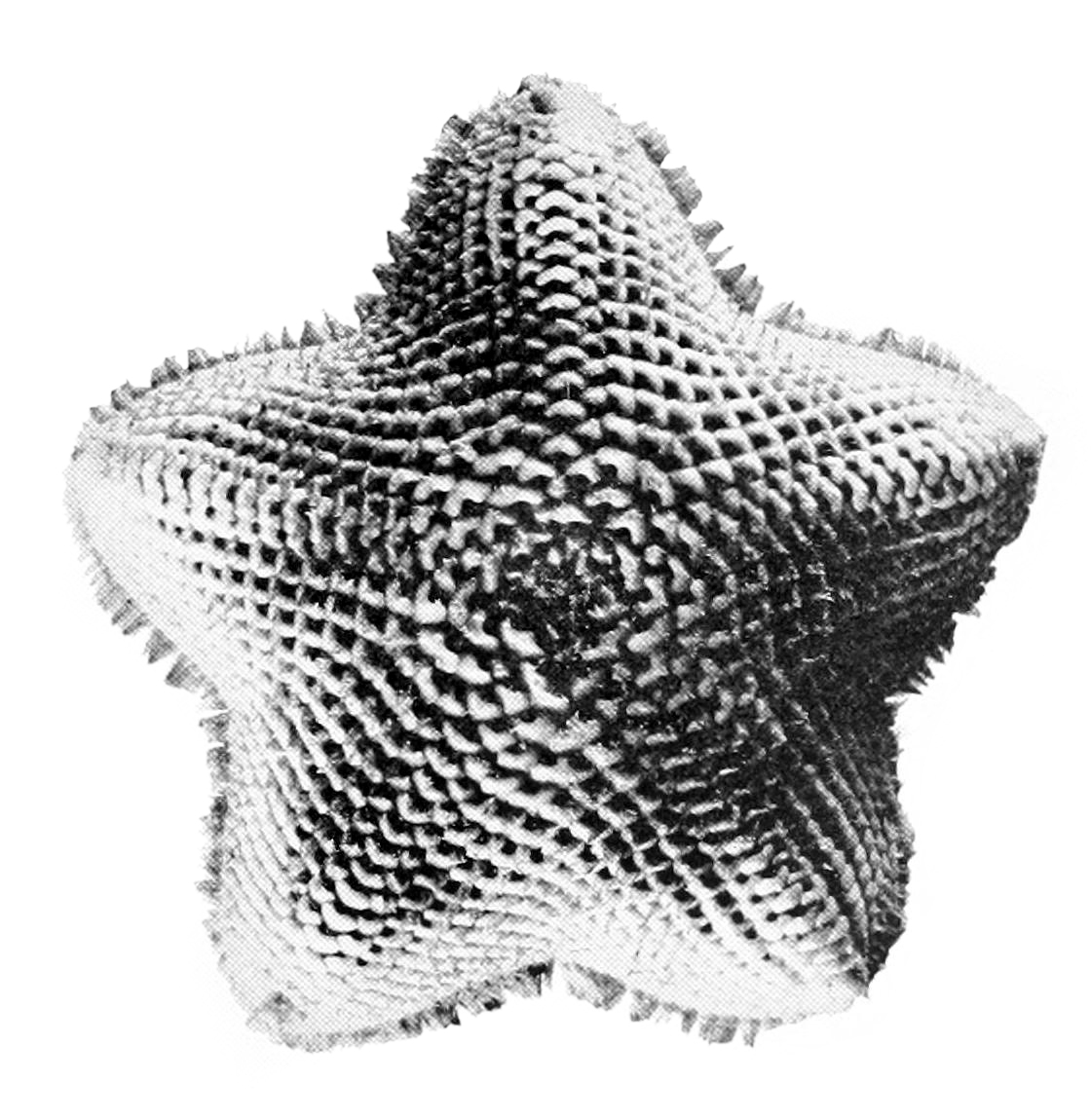
Indianastra inopinata.
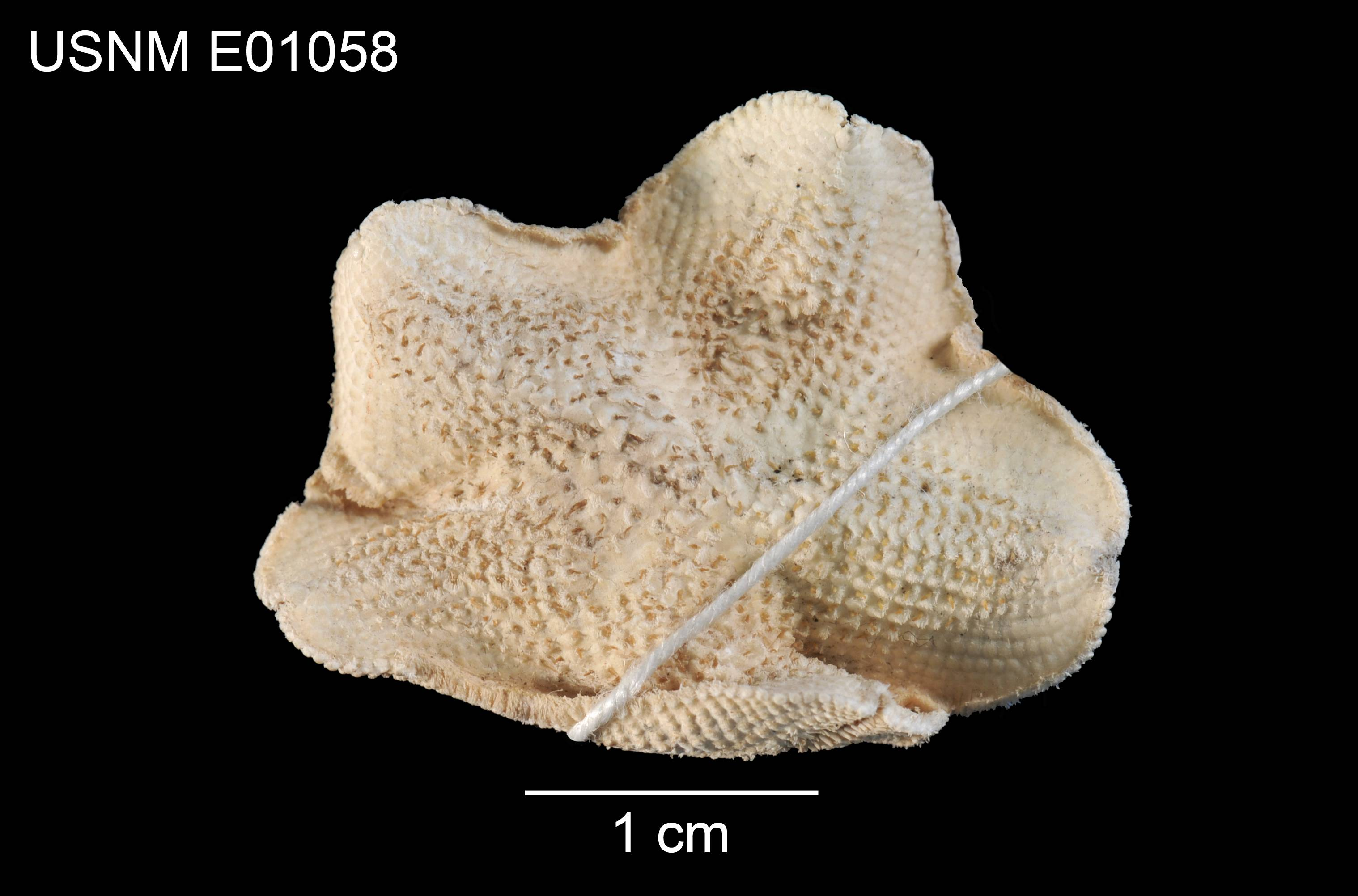
Indianastra sarasini.

## Référence taxonomique
- (en) WoRMS : Indianastra O'Loughlin in O'Loughlin & Waters, 2004 (+ liste espèces)
- (en) Catalogue of Life : Indianastra O'Loughlin in O'Loughlin & Waters, 2004 (consulté le 10 avril 2023)